# Colisão aérea da Península de Kenai em 2020
Em 31 de julho de 2020, por volta das 8:27, um De Havilland Canada DHC-2 Beaver colidiu com um Piper PA-12 Super Cruiser sobre a Península de Kenai, no Alasca, Estados Unidos, a cerca de duas milhas a nordeste do aeroporto público de Soldotna. A maior parte dos destroços caiu aproximadamente 200 metros da estrada. Por motivos de segurança, a rodovia precisou ser interditada por curto período.

## Vítimas
Todos os seis ocupantes do Beaver morreram como resultado da colisão. Cinco morreram instantaneamente, enquanto a sexta pessoa sucumbiu aos ferimentos durante o transporte para o hospital local.
Gary Knopp, o único ocupante do Piper, também morreu no local do acidente. Ele foi eleito para o Legislativo Estadual em 2016, e foi um instrutor de voo e piloto por muito tempo. Em sua homenagem, o governador Mike Dunleavy ordenou que as bandeiras dos Estados Unidos e do Alasca fossem hasteadas a meio mastro por três dias.

## Aeronaves e acidente
O Beaver, de 64 anos, fabricado em 1956, operado pela High Adventure Air Charter em arrendamento da Soldotna Aircraft & Equipment Leasing LLC, estava viajando do Lago Longmere para a Enseada de Cook em uma viagem de pesca.
O Piper, de 74 anos, fabricado em 1946, era propriedade privada de Knopp e partiu do aeroporto de Soldotna com destino a Fairbanks. Knopp teve a certificação médica negada em junho de 2012 por problemas de visão; a negativa foi mantida após recurso. O Piper estava registrado como N2587M, mas exibia o número N1904T, reservado por Knopp porém inválido, levando à identificação incorreta inicial como um Piper Aztec.
Relatórios do Serviço Nacional de Meteorologia dos Estados Unidos para a manhã de 31 de julho indicaram visibilidade clara, com nuvens a 10.000 e 4.500 pés (3.000 e 1.400 m).

## Investigação e relatório final
O Conselho Nacional de Segurança nos Transportes (National Transportation Safety Board – NTSB) investigou o acidente. Um relatório preliminar foi emitido em agosto de 2020, indicando que as duas aeronaves decolaram às 8:24 (UTC−8) de locais distintos e colidiram três minutos depois, a cerca de 1.175 pés (358 m). Uma testemunha relatou que o Piper, voando ao norte, atingiu a fuselagem traseira do DHC-2, que seguia a oeste; a asa esquerda do DHC-2 se desprendeu, e a aeronave entrou em rotação até atingir o solo. Vestígios de tinta do Piper foram encontrados no DHC-2.
O relatório final atribuiu a causa provável à “falha de ambos os pilotos em ver e evitar a outra aeronave”. Fatores contribuintes incluíram a deficiência visual de Knopp e a ausência de sistemas de aviso de tráfego, não exigidos à época.
O NTSB recomendou à Administração Federal de Aviação (FAA) que os pilotos informem suas posições em frequências comuns de tráfego (Common Traffic Advisory Frequencies – CTAF), que sejam criadas áreas CTAF adicionais em locais de alto risco, e que voos de passageiros sob 14 CFR Part 135 utilizem sistemas ADS-B in/out e TCAS.